# Arsat
Arsat o Larsat fou una comarca d'Occitània i per un temps un bisbat al segle vi. La localització de la seu del bisbat és avui dia discutida i a més de Vigan (Le Vigan) altres viles reclamen haver estat la seu: Alès, Arre, Arrigas i Vissec. Teodobert I (533–548) va arrabassar Provença als visigots però aquests encara van conservar unes quinze parròquies de les muntanyes de Cévennes, cap a la frontera amb el Gavaldà, i de l'antiga diòcesi de Nimes que els francs no van poder dominar per la seva situació defensiva massa forta. Aquest territori fou anomenat país d'Arsat o Larsat (pagus Arisitensis), agafat d'un poble de nom Arisitum, que era el principal de la comarca i que abraçava també la part visigoda de l'antiga diòcesi de Nimes i una part de la diòcesi de Lodeva. El territori va tenir bisbe al segle vi però el seu origen no es coneix si bé Dom Devic i Dom Vaisette sospiten que la seu fou erigida quan Teodobert I va ocupar la vila de Rodés (Avairon), per conservar a la part que dominava a la Gàl·lia les mateixes seus episcopals que tenia abans de les conquestes del rei franc. Al mateix temps haurien estat erigides les seus de Carcassona i Elna per compensar la pèrdua de Lodeva i Usès, també conquerides en la mateixa guerra per Teodobert, i anteriorment la de Magalona per compensar la pèrdua de Tolosa conquerida per Clodoveu I, avi de Teodobert. Encara que Lodeva fou reconquerida als francs aquests van ocupar el país d'Arsat o Larsat vers el 560 quedant unit al regne d'Austràsia. A la meitat del segle vi es creu que el territori era un feu de la família del senador Ansbert, originari de Narbona, suposat descendent de Tonanci Ferriol la descendència del qual se sap que tenia moltes terres a la regió de Nimes a la frontera amb el Roergue. Aquesta família hauria restaurat Arisitum, devastada per les guerres, i hauria donat la vila al bisbat de Metz al qual els reis d'Austràsia van confirmar la possessió. Sant Aigulf, bisbe de Metz i germà d'Ansbert, va nomenar bisbe d'Arisitum a son germà Deotari, i aquest fou succeït uns anys després pel seu nebot (fill d'Ansbert) Munderic que exercia vers el 570 quan Sant Dalamu, bisbe de Rodez, va reclamar la jurisdicció o almenys la part que havia estat part antigament de la seva diòcesi; el resultat de la reclamació no és conegut però el bisbat va subsistir durant força temps i el 625 i apareix com a bisbe Emmon, l'últim conegut, el que fa pensar que poc després el bisbat degué ser suprimit i el seu territori reunit a les diòcesis veïnes, especialment Usès i Nimes.